# George Augustus La Dow
George Augustus La Dow (* 18. März 1826 in Syracuse, New York; † 1. Mai 1875 in Pendleton, Oregon) war ein US-amerikanischer Politiker. Er wurde 1874 ins US-Repräsentantenhaus gewählt, starb aber, bevor er seine Abgeordnetentätigkeit offiziell aufnehmen konnte.

## Werdegang
George La Dow kam noch als Kind in das McHenry County in Illinois. Dort besuchte er die öffentlichen Schulen. Nach einem anschließenden Jurastudium und seiner 1850 erfolgten Zulassung als Rechtsanwalt begann er in Waupaca (Wisconsin) in seinem neuen Beruf zu arbeiten. Von 1860 bis 1862 war er Bezirksstaatsanwalt im Waupaca County. Im Jahr 1862 zog La Dow nach Wilton im heutigen Minnesota.  Dort setzte er seine Anwaltstätigkeit fort. Politisch wurde er Mitglied der Demokratischen Partei. Von 1868 bis 1869 war er Abgeordneter im Repräsentantenhaus von Minnesota. 1869 zog er nach Pendleton im Staat Oregon, wo er ebenfalls als Rechtsanwalt tätig wurde.
Von 1872 bis 1874 gehörte La Dow dem Repräsentantenhaus von Oregon an. 1874 wurde er mit einem Vorsprung von nur 302 Stimmen gegen den Republikaner Richard Williams in das US-Repräsentantenhaus gewählt. Noch ehe sich der neue Kongress, dessen offizielle Legislaturperiode am 4. März 1875 begann, konstituierte, starb George La Dow am 1. Mai desselben Jahres.